# Troisième bataille de l'Isonzo
Première Guerre mondiale
Batailles
- Première bataille
- Deuxième bataille
- Troisième bataille
- Quatrième bataille
- Cinquième bataille
- Sixième bataille
- Septième bataille
- Huitième bataille
- Neuvième bataille
- Dixième bataille
- Onzième bataille
- Douzième bataille

La Troisième bataille de l'Isonzo est une opération militaire de la Première Guerre mondiale, qui a eu lieu du 18 octobre au 4 novembre 1915 en Italie.
Les Italiens attaquent encore une fois les Austro-Hongrois qui défendent la ligne du fleuve Isonzo alors qu'ils poursuivent leur offensive vers Trieste. Malgré leurs 1 200 pièces d’artillerie et le pilonnage de plus d'un million d'obus pendant les trois jours précédant le début de leur attaque contre les Austro-Hongrois, en infériorité numérique, les Italiens gagnent peu de terrain, et le peu qu'ils gagnent est rapidement repris. Les pluies intenses et la boue ralentissent l'offensive italienne.
Les offensives finissent le 4 novembre. Les pertes sont élevées. Les Italiens comptent 67 000 hommes tués, blessés ou faits prisonniers, les Austro-Hongrois perdent 42 000 hommes.